# 旅行卡 (哥本哈根)
旅行卡（丹麥語：Rejsekort）是丹麥公共交通的電子收費系統。系統由丹麥國家鐵路、HUR、奧雷斯塔德發展集團以及若干地區巴士公司共同成立，於2003年8月18日啟用。2005年6月，泰雷茲集團及埃森哲獲選為供應商。
旅行卡系統總成本介乎2億至2.7億歐元之間。

## 概覽
旅行卡取代了舊的收費區車票系統，改以里程計價，以更明確顯示車費和距離的關係。一如舊系統，旅行卡的設計可同時用於城市快鐵、巴士及地鐵。
旅行卡分為超個人、個人和匿名卡。超個人卡上印有持有人照片，並只有持有人可以使用。個人卡供持有人使用，但所有人皆可使用。匿名卡並不設持有人。
旅行卡必須在車站月台或巴士的讀卡機拍卡，並在起始點和終點都拍卡一次，由系統自動計算車費，若沒有拍卡則會被罰款。乘客每月乘坐越多旅程，每程收費就越少。
車站不設閘機，而採用信用乘車方式。
起初預計瑞典斯科訥斯科訥交通將實施與丹麥類似的系統，故此旅行卡已準備與斯科訥合作，方便乘客跨過厄勒海峽大橋。目前的跨境紙質車票也在本地交通中使用，理應在未來也可如此。然而斯科訥交通於2009年引入了另一個電子貨幣系統，而且不與旅行卡兼容，導致馬爾默的厄勒列車車站需要安裝獨立的丹麥旅行卡讀卡機。目前斯科訥交通的系統只可用於巴士（斯科訥交通app的卡或二維碼），而其列車則可使用電子車票（卡或app）或紙質車票。北面鄰近縣份引入了自己名稱的相同系統。

## 技術
旅行卡採用MIFARE經典晶片。

## 外部連結
- Rejsekort.dk - Official website (in danish) （页面存档备份，存于）